# 源湛
源 湛（みなもと の たたう）は、平安時代前期の公卿。嵯峨源氏、左大臣・源融の長男。官位は従三位・大納言。

## 経歴
清和朝の貞観5年（863年）無位から従五位下に叙爵。のち、備後権介・備前権介・侍従・土佐権守を歴任。貞観18年（876年）従五位上・左兵衛佐に叙任されると、以降清和・陽成・光孝・宇多の四朝の17年間に亘って武官を務める。
この間、光孝朝の元慶9年（885年）右近衛少将、仁和2年（886年）正五位下、宇多朝に入ると仁和4年（888年）五位蔵人、寛平2年（890年）従四位下・蔵人頭兼右近衛中将、寛平4年（892年）左近衛権中将と順調に昇進し、寛平5年（893年）参議に任ぜられて公卿に列した。
議政官を務める傍ら、弾正大弼・刑部卿などを兼帯し、寛平8年（896年）従四位上、昌泰4年（901年）正四位下と昇進を重ね、延喜8年（908年）従三位・中納言に叙任される。延喜9年（909年）陸奥出羽按察使に任ぜられ、延喜12年12月（913年1月）に致仕を請うが許されず、翌延喜13年（913年）正月に大納言に至る。
延喜14年（914年）8月に致仕を許され、翌延喜15年（915年）5月21日薨去。享年71。最終官位は致仕大納言従三位。

## 官歴
注記のないものは『日本三代実録』による。
- 貞観5年（863年） 正月7日：従五位下（直叙）
- 貞観9年（867年） 2月29日：備後権介
- 貞観10年（868年） 正月16日：備前権介
- 貞観12年（870年） 2月14日：侍従
- 貞観16年（874年） 正月15日：土佐権守[2]
- 貞観18年（876年） 正月7日：従五位上[2]、12月26日：左兵衛佐[2]
- 貞観19年（877年） 正月15日：左衛門佐[2]
- 元慶7年（883年） 2月14日：越中守
- 元慶9年（885年） 正月16日：右近衛少将、越中守如元
- 仁和2年（886年） 正月7日：正五位下
- 仁和3年（887年） 2月17日?：止越中守[3]。12月3日：禁色、昇殿[2]
- 仁和4年（888年） 11月27日：五位蔵人[4]
- 仁和5年（889年） 正月16日：讃岐介[2]
- 寛平2年（890年） 正月7日：従四位下[2]。日付不詳：右近衛中将[3]。2月27日：兼内蔵権頭[2]、9月20日：蔵人頭[2]
- 寛平4年（892年） 正月23日：内蔵頭[2]。2月21日：左近衛権中将、止内蔵頭[3]
- 寛平5年（893年） 正月11日：兼備中守[2]。2月16日：参議[2]
- 寛平8年（896年） 正月7日：従四位上[2]。2月15日：弾正大弼[2]
- 寛平9年（897年） 正月14日：兼讃岐権守[2]。5月25日：刑部卿、止大弼[2]
- 昌泰2年（899年） 正月11日：兼美濃権守[2]
- 昌泰4年（901年） 正月7日：正四位下[2]
- 延喜4年（904年） 正月25日：伊予守[2]
- 延喜7年（907年） 2月29日：近江権守[2]
- 延喜8年（908年） 正月12日：従三位、中納言[2]
- 延喜9年（909年） 正月11日：陸奥出羽按察使[2]
- 延喜12年（912年） 12月22日：請致仕不許[2]
- 延喜13年（913年） 正月28日：大納言[2]
- 延喜14年（914年） 8月13日：致仕[2]
- 延喜15年（915年） 5月21日：薨去（致仕大納言従三位）[2]

## 系譜
『尊卑分脈』による。
- 父：源融
- 母：藤原総継の娘
- 生母不詳の子女
  - 男子：源寄
  - 男子：源准
  - 男子：源若
  - 男子：源添
  - 女子：藤原時平室[1]